# قطعنامه ۵۸۰ شورای امنیت
قطعنامه ۵۸۰ شورای امنیت سازمان ملل متحد که در تاریخ ۳۰ دسامبر ۱۹۸۵ تصویب شد، سندی بین‌المللی دربارهٔ لسونتو-آفریقای جنوبی است. این قطعنامه طی نشست ۲۶۳۹ام با ۱۵ موافق، ۰ مخالف و ۰ ممتنع تصویب شد.